# Officina Bodoni
L’Officina Bodoni est  une presse privée, créée et dirigée par Giovanni Mardersteig à Vérone (Italie), de 1922 à 1977.

## Histoire
Hans Mardersteig est né dans une famille d’artistes à Weimar (Allemagne), en 1892. Après des études de droit à Bonn, Kiel, Iéna et Vienne, il travaille dans l’imprimerie et l’édition, collabore avec le comte Harry Kessler, propriétaire de la Cranach Press, une presse privée. Puis il travaille en tant qu’éditeur pour la maison d’édition Kurt Wolff à Leipzig, qu’il quitte lorsque celle-ci va s’installer à Zurich.
Passionné par les caractères de Bodoni, il ouvre en 1922 sa propre maison d’édition, qu’il baptise Officina Bodoni, à Montagnola, dans le canton du Tessin en Suisse italienne. Le gouvernement italien l’autorisera à utiliser les matrices originales des caractères de Bodoni pour composer les quarante-neuf volumes de l’œuvre intégrale de Gabriele d’Annunzio.
En 1924, Mardersteig rencontre Stanley Morison : ils partagent un même intérêt pour les caractères italiens du XVe siècle. Morison lui recommande le graveur de poinçons français Charles Malin pour l’élaboration des nouvelles polices qu’il envisage de créer. C’est le début d’une longue collaboration entre Mardersteig et Malin.
En 1927, l’entreprise s’installe à Vérone, en Italie. Mardersteig travaille seul à la composition manuelle de ses livres, et effectue les tirages sur une vieille presse à bras. Il italianise son prénom et s'appelle désormais Giovanni Mardersteig.
Mardersteig crée successivement les polices Griffo (1930), Fontana (1936), Zeno (1936), Dante (gravée par Charles Malin, 1954), Pacioli (1955), qui serviront à composer les textes de ses publications avant d’être reprises par la société Monotype pour ses machines à composer.
L'Officina Bodoni imprime parfois à la commande pour d’autres éditeurs. En 1948, Mardersteig crée une imprimerie commerciale, la Stamperia Valdonega, qui utilise des presses modernes afin d’accroître les tirages et la rentabilité, mais qui conserve les standards de qualité typographiques qu’il a édictés.
À sa mort, en 1977, son fils Martino Mardersteig reprend la Stamperia Valdonega, et continue occasionnellement d’éditer des ouvrages sur l’ancienne presse à bras, sous l’étiquette Officina Bodoni.

## Publications
L'Officina a publié plus de 200 ouvrages, dont beaucoup concernent la typographie et la calligraphie, mais aussi des ouvrages littéraires anciens et contemporains. Parmi lesquels :
- Ange Politien, La Favola d’Orfeo, Montagnola (1922).
- J. W. Goethe, Das Roemische Carneval, 1788, Montagnola (1924).
- Gabriele d’Annunzio, Tutte le Opere di Gabriele D’Annunzio (1935).
- Benvenuto Cellini, The Life of Benvenuto Cellini Written by Himself (1937).
- Felice Feliciano, La Gallica Historia di Drusillo Intitulata Justa Victoria (1943), 130 exemplaires.
- Cecco Angiolieri, Sonette (1944), 165 ex.
- Giovanni Boccaccio, Trattatello in laude di Dante (1955).
- I Vangeli Secondo Matteo, Marco, Luca, Giovanni (1963), 275 ex.
- Giorgio Vasari, Lives of the most eminent Painters (1966).
- Zacharias Ferrerius, In Die Festo Natalis, Et Circuncisionis Christi, Sapphicum Alphabeticum (1968), 80 ex.
- Sophocle, King Oedipus (1968), 114 ex.
- Giovanni Mardersteig, On G.B. Bodoni’s type faces (1968).
- Francesco Torniello, The Alphabet of Francesco Torniello (1971), 220 ex.